# Тукумский край

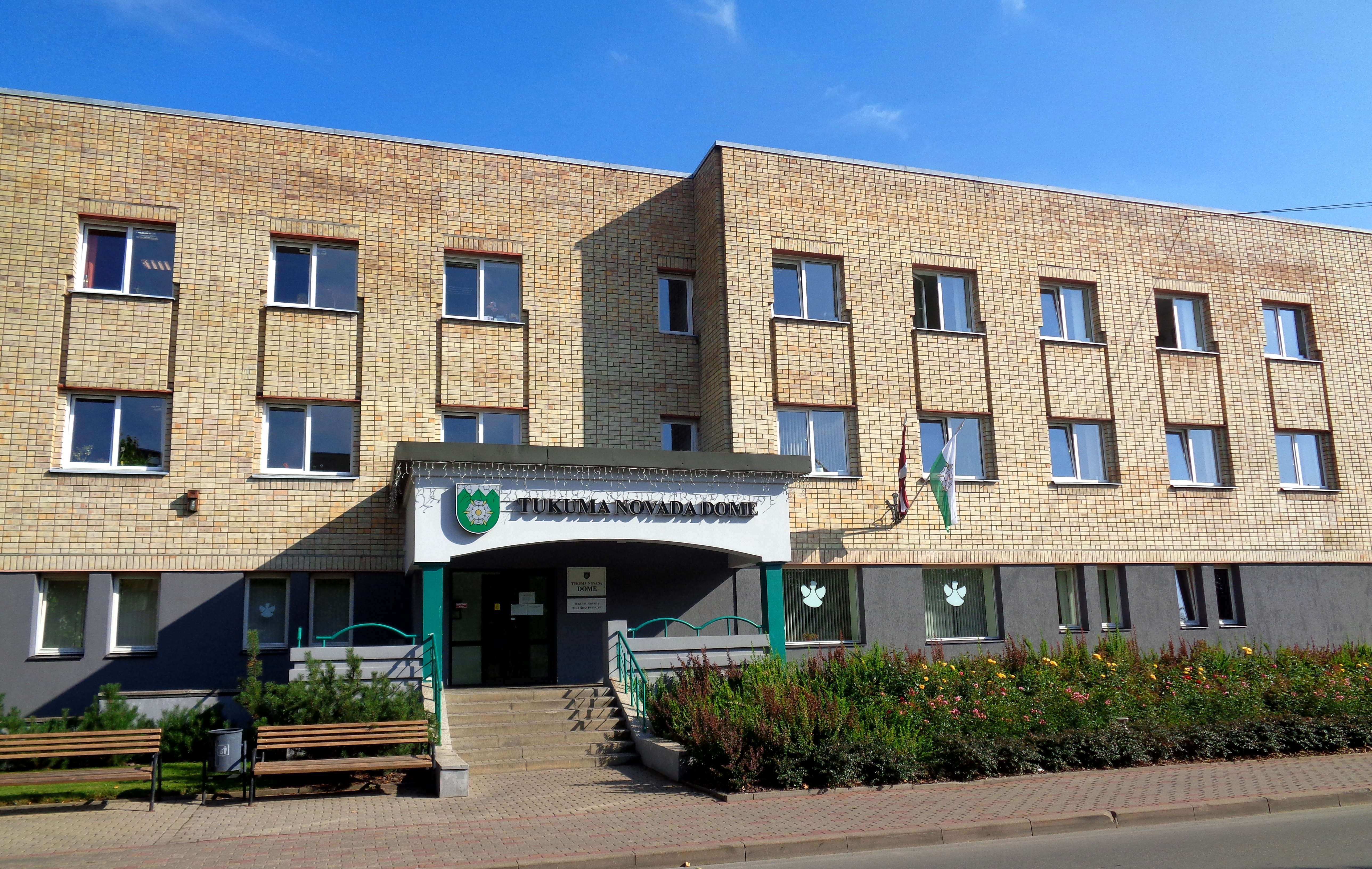
Дума Тукумского края

Ту́кумский край (латыш. Tukuma novads) — административно-территориальная единица в центральной части Латвии, в историко-культурной области Курземе. Край состоит из 21 волости и городов Кандава и Тукумс, который является центром края. Граничит с Талсинским, Кулдигским, Салдусским, Добельским, Елгавским краями и с городом Юрмала.

## История
Край был образован 1 июля 2009 года из части расформированного Тукумского района. Первоначально состоял из 10 волостей и города Тукумс. Граничил с Талсинским, Мерсрагским, Энгурским, Елгавским, Добельским, Яунпилсским и Кандавским краями. Площадь края составляла 1199,7 км². 
В ходе административно-территориальной реформы Латвии 2021 года, к краю были присоединены город Кандава и 6 волостей из упразднённого Кандавского края, 3 волости из упразднённого Энгурского края и 2 волости из упразднённого Яунпилсского края.

## Население
На 1 января 2010 года население края составляло 33 396 человек.
Национальный состав населения края по итогам переписи населения Латвии 2011 года:
| Национальность | Численность, чел. (2011) | %        |
| -------------- | ------------------------ | -------- |
| Латыши         | 26 240                   | 85,71 %  |
| Русские        | 2489                     | 8,13 %   |
| Белорусы       | 636                      | 2,08 %   |
| Украинцы       | 373                      | 1,22 %   |
| Поляки         | 222                      | 0,73 %   |
| Литовцы        | 263                      | 0,86 %   |
| Другие         | 391                      | 1,28 %   |
| всего          | 30 614                   | 100,00 % |

## Территориальное деление
- Ванская волость (латыш. Vānes pagasts)
- Виесатская волость (латыш. Viesatu pagasts)
- Дегольская волость (латыш. Degoles pagasts)
- Джукстская волость (латыш. Džūkstes pagasts)
- Зантская волость (латыш. Zantes pagasts)
- Земитская волость (латыш. Zemītes pagasts)
- Зентенская волость (латыш. Zentenes pagasts)
- Ирлавская волость (латыш. Irlavas pagasts)
- город Кандава (латыш. Kandavas pilsēta)
- Кандавская волость (латыш. Kandavas pagasts)
- Лапмежциемская волость (латыш. Lapmežciema pagasts)
- Лестенская волость (латыш. Lestenes pagasts)
- Маткулская волость (латыш. Matkules pagasts)
- Пурская волость (латыш. Pūres pagasts)
- Семская волость (латыш. Sēmes pagasts)
- Слампская волость (латыш. Slampes pagasts)
- Смардская волость (латыш. Smārdes pagasts)
- город Тукумс (латыш. Tukuma pilsēta)
- Тумская волость (латыш. Tumes pagasts)
- Церская волость (латыш. Cēres pagasts)
- Энгурская волость (латыш. Engures pagasts)
- Яунпилсская волость (латыш. Jaunpils pagasts)
- Яунсатская волость (латыш. Jaunsātu pagasts)